# Spilocaea
Genre
Spilocaea est un genre de champignons ascomycètes de la famille des Venturiaceae.
Ce genre comprend plusieurs espèces de champignons phytopathogènes, notamment Spilocaea oleaginea, agent de la maladie de l'œil de paon chez l'olivier.

## Liste d'espèces
Selon Catalogue of Life (15 octobre 2014) :
- Spilocaea amelanchieris
- Spilocaea crataegi
- Spilocaea oleaginea
- Spilocaea photiniicola
- Spilocaea pyracanthae

Selon Index Fungorum (15 octobre 2014) :
- Spilocaea alba Bonord. 1851
- Spilocaea amelanchieris I.C. Harv. 1982
- Spilocaea concentrica Schwein. 1832
- Spilocaea crataegi (Pers.) S. Hughes 1958
- Spilocaea epiphylla Fr. 1832
- Spilocaea oleaginea (Castagne) S. Hughes 1953
- Spilocaea opuntiae Rabenh. 1850
- Spilocaea photiniicola (McClain) M.B. Ellis 1976
- Spilocaea pyracanthae (G.H. Otth) Arx 1957
- Spilocaea scirpi Link 1825